# Sis dies de Kansas City
Els Sis dies de Kansas City era una cursa de ciclisme en pista, de la modalitat de sis dies, que es corria a Kansas City (Estats Units d'Amèrica). La seva primera edició data del 1908 i es va disputar discontínuament fins al 1937 amb només quatre edicions.

## Palmarès
| Any     | Primers                         | Segons                           | Tercers                       |
| ------- | ------------------------------- | -------------------------------- | ----------------------------- |
| 1908    | Iver Lawson · Jim Moran         | Joe Fogler · Eddy Root           | Jack Sheerwood · George Wiley |
| 1909-15 | No disputats                    |                                  |                               |
| 1916    | Eddy Maden · Reginald McNamara  | Jake Magin · Percy Lawrence      | Iver Lawson · George Cameron  |
| 1917-34 | No disputats                    |                                  |                               |
| 1935    | William Peden · Piet van Kempen | Alfred Crossley · Jimmy Walthour | Joep Clignet · Werner Miethe  |
| 1936    | No disputats                    |                                  |                               |
| 1937    | Fred Ottevaire · Charles Winter | Harold Nauwens · Jack Sheehan    | Albert Heaton · Henri Lepage  |